# Life on Mars – Gefangen in den 70ern
Life on Mars – Gefangen in den 70ern (Original: Life on Mars) ist eine britische Polizeiserie der BBC, die neben Krimi- auch Mystery-Elemente enthält, im Januar 2006 auf dem Fernsehsender BBC One anlief und im Februar 2007 in Deutschland in synchronisierter und gekürzter Fassung auf kabel eins gesendet wurde. Der Sender zeigte die zweite Staffel ab dem 27. Juni 2009. Der Titel leitet sich von David Bowies gleichnamigen Song aus den 1970ern ab.
Life on Mars handelt von dem Polizisten Sam Tyler, der im Jahr 2006 von einem Auto angefahren wird, sein Bewusstsein verliert und im Jahr 1973 wieder aufwacht. Nach diesem Zeitsprung beginnt er wieder als Polizist zu arbeiten und versucht, ein eher rückständiges, marodes Ermittlerteam zu organisieren, um gemeinsam Kriminalfälle zu lösen.
Das US-amerikanische Network ABC sendete zwischen dem 9. Oktober 2008 und dem 1. April 2009 ein Remake unter gleichem Namen, setzte die Serie nach der ersten Staffel allerdings wieder ab. Die erste Staffel Life on Mars der US-Version besteht jedoch aus 17 Folgen und hat ein anderes Ende. 2018 strahlte der Sender OCN ein südkoreanisches Remake mit Jung Kyung-ho, Park Sung-woong, Ko Ah-seong und Oh Dae-hwan aus.

## Inhalt
Sam Tyler, Detective Chief Inspector in Manchester, wird während der Fahndung nach einem Mörder von einem Auto angefahren. Als er erwacht, findet er sich im Jahr 1973 wieder. Als moderner Ermittler, der sich nur sehr schwer an die neuen Kollegen und die altmodischen Arbeitsmethoden gewöhnen kann, klärt er allerlei Straftaten auf, was ihm viel Argwohn seitens der Kollegen einbringt.
Unklar ist, ob Tyler wirklich in das Jahr 1973 zurückversetzt wurde, ob er im Jahr 2006 im Koma liegt und nur einer Illusion erliegt oder ob Tyler vielleicht doch aus dem Jahr 1973 kommt und psychisch labil ist. Der Schlüssel zu der Lösung könnte bei seinen neuen Kollegen und Fällen zu suchen sein.
Während der ersten Staffel hat Tyler zwischendurch kurze, schemenhafte Erinnerungen an eine Verfolgung durch einen Wald, den Blick nach unten auf laufende Lackschuhe im Gras und eine Frau im roten Kleid. Im Staffelfinale wird dieser Handlungsstrang aufgelöst. Der 1973 junge Sam Tyler rennt auf einer Hochzeit seinem 1973er Vater hinterher, der im Wald Annie Cartwright (in einem roten Kleid) verfolgt und bedroht.
Gegen Ende der zweiten Staffel lernt Sam den mysteriösen Anrufer kennen, der ein Bindeglied zur Gegenwart zu sein scheint. 1973 ist es Sams früherer Chief Inspector Frank Morgan aus Hyde. Dieser offenbart Sam, dass er nur nach Hause könne, wenn er es schafft, Gene Hunt als gefährlichen und korrupten Polizisten zu entlarven und auffliegen zu lassen. Nachdem bei einer nicht genehmigten Undercover-Aktion Gene Hunt und sein Team zum Teil angeschossen in einer Falle sitzen, erwacht Sam Tyler aus dem Koma. Der vermeintliche Chief Inspector ist der Chirurg, der die Schwellung eines gutartigen Hirntumors verringert hat. Man sieht beim Verlassen des Krankenhauses, dass Sam auf der Hyde-Station gelegen hat, im Zimmer 2612, was auch die Telefonnummer des Anrufers war.
Sam stellt in der Gegenwart in seinem Polizeialltag fest, dass dies nicht das ist, was er will, und dass er einfach nichts mehr fühlt – im Gegensatz zu 1973. Also entschließt er sich, von einem Gebäudedach zu springen. Hieraufhin landet er wieder im Jahr 1973 und kann seine dortige Abteilung aus der Falle der Undercover-Aktion retten. Sam und Annie finden gegen Ende auch endlich zueinander, nachdem sich dies schon längere Zeit angedeutet hat.
In der letzten Szene, als die Hauptpersonen im Auto sitzen, hört man Morgan als Chirurg aus dem Radio sprechen, dass sich Sams Zustand verschlimmert. Dieser kommentiert das damit, dass er diesen Radiosender noch nie mochte, und wechselt zum nächsten Sender, auf dem Life on Mars? von David Bowie gespielt wird. Nachdem der Wagen losgefahren ist, laufen spielende Kinder über die Straße, unter anderem auch das Mädchen mit der Puppe (aus dem alten BBC-Testbild). Dieses bleibt vor der Kamera stehen, schaut genau in diese und schaltet anschließend den Fernseher aus (Verblassen des Fernsehbildes).

## Darsteller und Rollen
Die deutsche Synchronisation entstand nach einem Dialogbuch von Engelbert von Nordhausen und unter der Dialogregie von Bernd Rumpf im Auftrag der Synchronfirma Cinephon in Berlin.
John Simm als Detective Inspector Sam Tyler (deutsche Synchronstimme: Daniel Fehlow)Sam Tyler ist im Jahr 2006 Polizist, der nach einem Autounfall im Jahr 1973 erwacht. Dort tut er sich schwer, sich an seine neuen Kollegen und die veralteten Arbeitsmethoden der damaligen Polizei zu gewöhnen. Zu seinem Chef, dem Chief Inspector Gene Hunt, entwickelt sich eine Art Hassliebe. Beide beneiden sich um die Kenntnisse und Fähigkeiten des jeweils anderen. Für Sam ist sein „Zeitsprung“ nach dem Unfall wie ein verrückter Traum, aus dem er einfach nicht erwachen kann. Sam kann seinen Kollegen Ray nicht ausstehen, mag aber den Kollegen Chris und gibt sein Bestes, ihm etwas beizubringen.
Philip Glenister als Detective Chief Inspector Gene Hunt (deutsche Synchronstimme: Jörg Hengstler)Gene Hunt ist Chief Inspector seines Reviers im Jahr 1973. Er sieht sich selbst in der Rolle des Sheriffs, seine Polizeiarbeit führt er sehr viel intuitiver und weniger wissenschaftlich durch, als es heutzutage üblich ist. Oft setzt er sogar Gewalt ein, um an Informationen zu gelangen. Dabei vertraut er auch oft seinem Instinkt; er trägt immer einen kamelfarbenen Mantel und Slipper. Passend zu seinem Typ hat Hunt ein Faible für  Western (z. B. The Good, the Bad and the Ugly). Obwohl Tyler und Hunt total verschieden sind, scheinen sie sich perfekt zu ergänzen.
Liz White als WPC Annie Cartwright (deutsche Synchronstimme: Ilona Otto)Annie ist Polizistin auf dem Revier von Tyler und Hunt, sie ist clever und weiß sich zu helfen, zudem hat sie Psychologie studiert. Auf dem Revier hat sie es schwer, weil Frau und Mann noch immer nicht gleichberechtigt sind, jedoch kämpft sie für ihre Rechte. Über ihre Gefühle zu Sam ist sie sich jedoch nicht im klaren, Gene hingegen ignoriert sie gekonnt.
Dean Andrews als Detective Sergeant Ray Carling (deutsche Synchronstimme: Tobias Kluckert)
Marshall Lancaster als Detective Constable Chris Skelton (deutsche Synchronstimme: Jaron Löwenberg)Chris Skelton hat den Rang eines Detectives auf dem Polizeirevier. Er ist ein wenig frech und schnoddrig, aber auch ein liebenswerter Mensch. Auf dem Revier ist er das „Mädchen für alles“ im Team. Dabei muss er für Ray und Gene alle unangenehmen Arbeiten erledigen. Für den Betrachter bildet er mit Ray eine Art „good cop/bad cop“-Kombination. Sam Tyler hingegen hilft er gerne.

## Episodenliste
| Nummer (gesamt) | Nummer (Staffel) | Originaltitel | Deutscher Titel              | Erstausstrahlung (BBC) | Deutsche Erstausstrahlung (kabel eins) |
| 01              | 01               | Episode 1     | Erinnerungen aus der Zukunft | 9. Januar 2006         | 3. Februar 2007                        |
| 02              | 02               | Episode 2     | Zeugenschutz                 | 16. Januar 2006        | 3. Februar 2007                        |
| 03              | 03               | Episode 3     | Die Textilfabrik             | 23. Januar 2006        | 10. Februar 2007                       |
| 04              | 04               | Episode 4     | Zu hoher Einsatz             | 30. Januar 2006        | 10. Februar 2007                       |
| 05              | 05               | Episode 5     | Hooligans                    | 6. Februar 2006        | 17. Februar 2007                       |
| 06              | 06               | Episode 6     | Tod um Zwei                  | 13. Februar 2006       | 17. Februar 2007                       |
| 07              | 07               | Episode 7     | Im Sumpf                     | 20. Februar 2006       | 24. Februar 2007                       |
| 08              | 08               | Episode 8     | Blindes Vertrauen            | 27. Februar 2006       | 24. Februar 2007                       |

| Nummer (gesamt) | Nummer (Staffel) | Originaltitel | Deutscher Titel  | Erstausstrahlung (BBC) | Deutsche Erstausstrahlung (kabel eins) |
| 09              | 01               | Episode 1     | Katz und Maus    | 13. Februar 2007       | 27. Juni 2009                          |
| 10              | 02               | Episode 2     | Vorbilder        | 13. Februar 2007       | 4. Juli 2009                           |
| 11              | 03               | Episode 3     | Bombenleger      | 20. Februar 2007       | 11. Juli 2009                          |
| 12              | 04               | Episode 4     | Sex-Partys       | 13. März 2007          | 18. Juli 2009                          |
| 13              | 05               | Episode 5     | Teufel im Detail | 20. März 2007          | 25. Juli 2009                          |
| 14              | 06               | Episode 6     | Heroin           | 27. März 2007          | 1. August 2009                         |
| 15              | 07               | Episode 7     | Filmriss         | 3. April 2007          | 8. August 2009                         |
| 16              | 08               | Episode 8     | Zeitreisen       | 10. April 2007         | 15. August 2009                        |

## Produktionsnotizen
Diese Serie lief äußerst erfolgreich in Großbritannien und konnte in der ersten Staffel ca. 6,7 Millionen Zuschauer verbuchen, so dass im Sommer 2006 eine zweite Staffel produziert wurde, die ersten beiden Folgen wurden am 13.  Februar 2007 wieder im britischen Fernsehen erstausgestrahlt. Mit dem Ende der zweiten Staffel wurde Life on Mars eingestellt, die Geschichte fand aber in der neuen Serie Ashes to Ashes – Zurück in die 80er eine Fortsetzung (siehe unten).
Life-on-Mars-Produzentin Claire Parker sagte in einem Interview mit dem Sender kabel eins: „Das Milieu der 70er Jahre ist perfekt für Auto-Verfolgungsjagden, großartige Musik, kultige Kleidung und pikante Geschichten. Life on Mars will die Zuschauer an ein Jahrzehnt erinnern, das in Vergessenheit gerät. Aber es ist kein wehmütig-nostalgischer Trip zurück, voll von Erinnerungen an gute alte Zeiten – die Serie reflektiert viel mehr, wie es damals wirklich war: ein Jahrzehnt, geprägt von sozialen und gesellschaftlichen Umschwüngen.“
John Yorke, verantwortlich für dramatische Serien bei der BBC, sieht bei Life on Mars das Besondere darin, „dass in jeder Folge Verbrechensaufklärung aus zwei völlig unterschiedlichen Perspektiven gezeigt wird. Wir versetzen einen modernen Detective plötzlich in die Welt von ‚Bullen‘ der alten Schule und haben damit zwei komplett verschiedene Welten. Sam ist zugleich entsetzt und fasziniert von der ‚prähistorischen‘ Welt, und das Drama liegt darin, wie er versucht, sich auf dem für ihn unbekannten ‚Planeten‘ zurechtzufinden.“
Die Version, die in Deutschland gezeigt wird, ist gegenüber der britischen Version gekürzt. Die BBC hat diese Kürzungen für die internationale Version selbst vorgenommen. Die Nettolaufzeit pro Episode beträgt statt ca. 58 nur noch ca. 52 Minuten. Hierbei wurden teilweise Schlüsselszenen, epochentypische Hinweise und Humor entfernt.
Aufgrund des Erfolges von Life on Mars wurde David E. Kelley, der Schöpfer von Fernsehserien wie Ally McBeal und Boston Legal, damit beauftragt, eine Adaption der Serie für den US-amerikanischen Fernsehsender ABC zu produzieren. Diese Serie bestand aus 17 Folgen und wurde vom 9. Oktober 2008 bis zum 1. April 2009 im US-Fernsehen gesendet.

## Soundtrack
Der offizielle Soundtrack zur Serie erschien im Februar 2007 in England, produziert von Sony BMG. Die CD, die zusätzlich ein kleines Poster beinhaltet, enthält folgende Tracks aus der Serie:
1. Introduction Dialogue – King of the Jungle
2. David Bowie – Life on Mars?
3. Roxy Music – Street Life
4. Paul McCartney and Wings – Live and Let Die
5. Electric Light Orchestra – 10538 Overture
6. John Kongos – Tokoloshe Man
7. Atomic Rooster – Devil’s Answer
8. T. Rex – Rock On
9. Free – Little Bit of Love
10. Lee „Scratch“ Perry and The Upsetters – Jungle Lion
11. Brief Interlude Dialogue – Armed Bastards!
12. The Sweet – Blockbuster!
13. The Faces – Cindy Incidentally
14. Ananda Shankar – Snow Flower
15. Slade – Coz I Luv You
16. Mott the Hoople – One of the Boys
17. Lindisfarne – Meet Me on the Corner
18. Frankie Miller – I Can’t Change It
19. Thin Lizzy – Whiskey in the Jar
20. Audience – I Had a Dream
21. Uriah Heep – Traveller in Time
22. Nina Simone – I Wish I Knew
23. Epilogue Dialogue – I Want to Go Home
  - Bonustrack – Life on Mars Theme Song

Nicht auf der CD enthalten sind jedoch einige David-Bowie-Songs, sowie
- Deep Purple – Fireball
- Pink Floyd – One of These Days
- Lindisfarne – Bring Down the Government
- Gilbert O’Sullivan – Alone Again (Naturally)
- The Strawbs – Lay Down
- Roxy Music – Just Like You
- Elton John – Goodbye Yellow Brick Road
- Elton John – Funeral for a Friend/Love lies bleeding
- Louis Armstrong – What a Wonderful World
- Nina Simone – Sinnerman
- Israel Kamakawiwoʻole – Over the Rainbow
- Roger Whittaker – I don't believe in if any more
- The Who – Baba o`Riley
- Pulp – Disco 2000
- Cozy Powell – Dance with the devil
- Cream – White Room
- The Moody Blues – The Story In Your Eyes
- David Cassidy – How can I be sure

## Auszeichnungen
- 2006: International Emmy Award in der Kategorie Beste Drama-Serie.

## Ausstrahlung in Deutschland
In Deutschland startete die Serie am 4. Februar 2007 auf kabel eins. Die erste Folge sahen 1,12 Millionen Zuschauer bei 3,5 Prozent Marktanteil. In der werberelevanten Zielgruppe lag der Marktanteil bei 6,8 Prozent. Direkt im Anschluss wurde die zweite Folge gesendet, welche 5,6 Prozent der 14- bis 49-Jährigen sahen, insgesamt waren es 1,02 Millionen Zuschauer (3,2 Prozent Marktanteil).

## DVD und Blu-ray

### Region 2
Die erste Staffel der Serie wurde am 15. Mai 2006 in Großbritannien als Region-2-Fassung auf DVD veröffentlicht. Die zweite Staffel folgte am 16. April 2007. In Deutschland wurde die erste Staffel am 10. Mai 2007 auf DVD veröffentlicht; die zweite Staffel folgte am 8. März 2010.
Blu-ray-Fassungen beider Staffeln wurden in Großbritannien am 27. Oktober 2008 veröffentlicht.

### Region 1
In den USA erschien die erste Staffel am 28. Juli 2009 auf DVD.

## Fortsetzung
Die Geschichte von Life on Mars findet ihre Fortsetzung in der seit 2008 in Großbritannien ausgestrahlten Serie Ashes to Ashes – Zurück in die 80er. In der Hauptrolle spielt Keeley Hawes die Polizeipsychologin Alex Drake, die im Jahr 2008 den Fall Sam Tyler untersucht. Als sie angeschossen wird, findet sie sich plötzlich auf der Polizeiwache in London im Jahr 1981 wieder, als Mitarbeiterin im Team von Gene Hunt. Einige Rollen aus Life on Mars werden in Ashes to Ashes wieder aufgegriffen, neben Philip Glenister als Gene Hunt sind dies Marshall Lancaster als Chris Skelton und Dean Andrews als Ray Carling. Nicht mehr dabei sind John Simm (Sam Tyler) und Liz White (Annie Cartwright).
Die erste Staffel von Ashes to Ashes – Zurück in die 80er hatte am 7. Februar 2008 Premiere. Die zweite Staffel startete am 20. April 2009. Die dritte und letzte Staffel wurde April bis Mai 2010 gesendet. In Deutschland wurden mittlerweile alle drei Staffeln auf FOX Serie gesendet.